# 江城路駅
江城路駅（こうじょうろえき）は、中華人民共和国浙江省杭州市上城区江城路と河坊街交差点に位置する杭州地下鉄5号線と7号線の駅。

## 歴史
- 2020年4月23日：5号線の駅として開業[1]。
- 2022年4月1日：7号線の開業により乗換駅となる[2]。

## 駅構造
改札口が地下1階に位置しており5号線のホームが地下2階、7号線のホームが地下3階にある。またいずれも1面2線の島式ホームの構造をしている。

### のりば

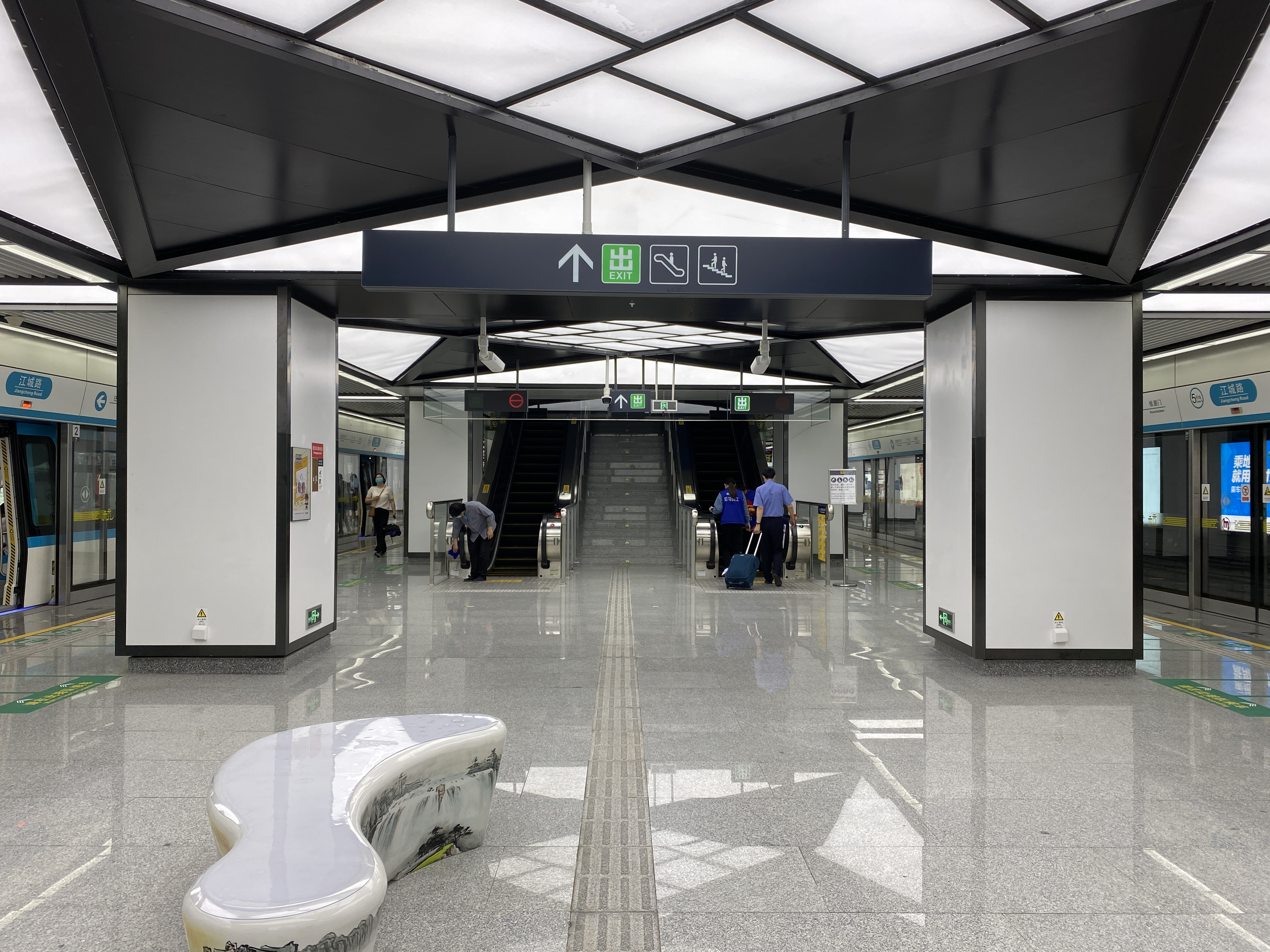
5号線ホーム
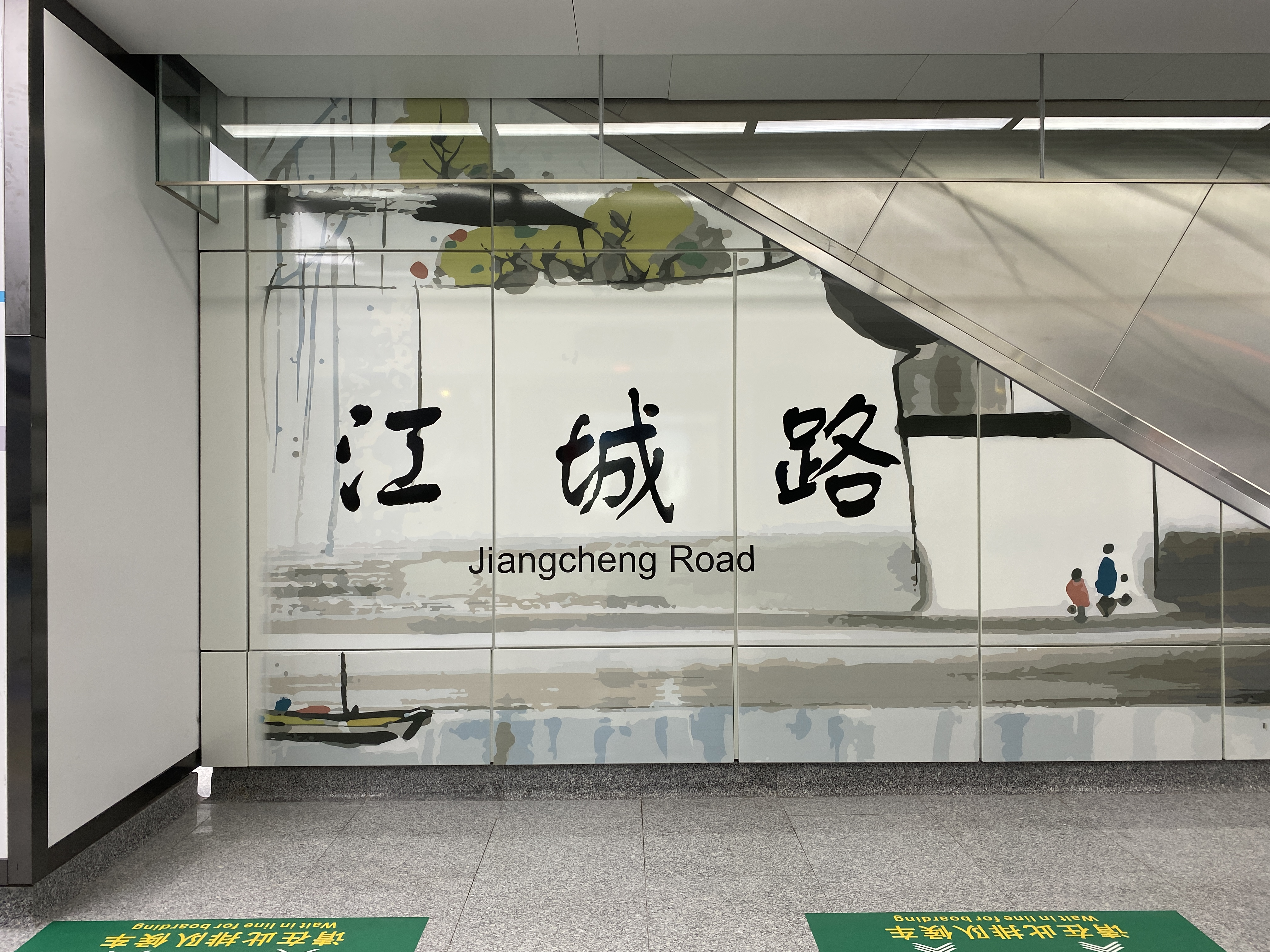
駅名（5号線）

| 番線                   | 路線    | 行先                       |
| ---------------------- | ------- | -------------------------- |
| 5号線ホーム（地下2階） |         |                            |
| 北・西方面             | ■ 5号線 | 城站・南湖東方面           |
| 南・東方面             | ■ 5号線 | 火車南站・姑娘橋方面       |
| 7号線ホーム（地下3階） |         |                            |
| 西方面                 | ■ 7号線 | 呉山広場方面               |
| 東方面                 | ■ 7号線 | 蕭山国際機場・江東二路方面 |

（出典：杭州地下鉄：站内空间示意图 （中国語））
- 5号線ホーム
- 駅名（5号線）

## 駅周辺
- 建国南苑
- 五柳巷歴史街区
- 断河頭小区
- 百歳坊小区
- 直吉祥巷小区
- 西牌楼社区
- 陸家河頭小区
- 南宋徳寿宮遺跡博物館（中国語版）
- 杭州市方志館（中国語版）

## 隣の駅
杭州地下鉄
■ 5号線
城站駅  - 江城路駅 - 候潮門駅
■ 7号線
呉山広場駅 - 江城路駅 - 莫邪塘駅